# Asteropeia matrambody
Asteropeia matrambody är en tvåhjärtbladig växtart som först beskrevs av René Paul Raymond Capuron, och fick sitt nu gällande namn av G.E.Schatz, Lowry och A.-e.Wolf. Asteropeia matrambody ingår i släktet Asteropeia och familjen Asteropeiaceae. Inga underarter finns listade i Catalogue of Life.